# Jean-Jacques de Lacombe
Pour les articles homonymes, voir Lacombe.
Jean-Jacques de Lacombe est un homme politique français né le 16 mai 1795 à Gaillac (Tarn) et décédé le 3 octobre 1851 à Gaillac (Tarn).
Propriétaire, maire de Gaillac, il est député du Tarn de 1834 à 1848, siégeant au centre et soutenant les ministères de la Monarchie de Juillet.

## Sources
- « Jean-Jacques de Lacombe », dans Adolphe Robert et Gaston Cougny, Dictionnaire des parlementaires français, Edgar Bourloton, 1889-1891 [détail de l’édition]